# La fonda de Lola (álbum de Héctor Braga)
La fonda de Lola es el cuarto disco de Héctor Braga publicado por el sello Etnoson en 2015

## Canciones
Todos los temas tradicionales y de dominio público salvo que se indique lo contrario.
| #   | Canción                      | Compositor(es)         | Duración |
| --- | ---------------------------- | ---------------------- | -------- |
| 1.  | "La fonda de Lola"           | Héctor Braga           | 4:14     |
| 2   | "A la fuente"                |                        | 3:07     |
| 3.  | "Carretera de Avilés"        |                        | 3:36     |
| 4.  | "1808"                       |                        | 5:58     |
| 5.  | "Mi chorro de voz"           | Salvador Flores Rivera | 4:17     |
| 6.  | "Carromateros"               |                        | 4:57     |
| 7.  | "La molinera"                |                        | 2:50     |
| 8.  | "La gaita de Pachín"         |                        | 5:00     |
| 9.  | "Valsiáu, Jota y Resallu"    |                        | 5:57     |
| 10. | "Patria"                     |                        | 3:06     |
| 11. | "Cuatro"                     | Héctor Braga           | 4:15     |
| 12. | "Arrancadera y Chalaneru"    |                        | 5:42     |
| 13. | "Desde Asturias a La Habana" |                        | 4:03     |

En su cuarto disco 'La fonda de Lola' 2015 Héctor Braga realizó numerosas colaboraciones con músicos españoles y latinoamericanos, proponiendo un maridaje sonoro entre la música asturiana y otros estilos folk y latinos. Colaborando con la Orquesta de Cámara de Siero en varios temas, a raíz de este disco se grabaron dos videoclips y un cover de Mi chorro de voz, la canción original del mexicano Salvador Flores Rivera.

## La Bandina'l Bache
Su banda conformada por los siguientes músicos
- Valentín Benavente - Gaita y percusión
- Arsenio Ruiz - Percusiones
- Simón San José - Percusiones
- José Martínez - Guitarras y coros
- René Ispierto - Contrabajo
- Nel Sánchez - Acordeón diatónico

## Curiosidades
- Los arreglos y orquestaciones de dos temas (1808, Arrancadera y Chalaneru) los hizo el músico langreano Javier Blanco. Héctor hizo los 3 restantes (Mi Chorro de Voz, La Gaita de Pachín, Valsiáu, Jota y Resallu).

## Invitados y colaboraciones
Además de los miembros de La Bandina'l Bache, participan varios músicos haciendo voces, instrumentos y sonidos.
- Orquesta de Cámara de Siero
- Luis Delgado - Percusiones
- Kepa Junkera - Trikititxa
- Orestes Barbachán - Percusiones
- Banda de Gaitas Picos de Europa - DOP Cabrales
- Javi Castro - Percusiones